# 稻草民调
稻草民调（straw poll）或稻草投票（straw vote）也稱為非正式民調，是一種臨時、非正式的民調或投票。常用來展示大眾對特定議題的主流意見，可以用來幫助政治人物知道主流意見，以及要如何爭取大眾支持。
非正式民調讓大群體中的各群體得以對話。即興的民意調查目的多半是在瞭解某議題是否有足夠的人支持，以便投入更多會議時間進行討論，若不是無記名投票，也可以讓參與者知道大家對對某議題的立場。不過，在遵守罗伯特议事规则的會議中，不允許進行非正式民調。 
在政府或是政黨中，非正式民調會安排在一些對其民調問題有興趣的人會參與的場合中。有時稻草投票不會有正式的投票出現（例如網路民調），這種情形也稱為稻草民调。
「稻草民调」本身是比喻，是用稻草來確認風（民意）的方向。